# Nuevo Pensamiento
Nuevo Pensamiento —New Thought  en su nombre original en inglés— es una secta creada en los Estados Unidos entre la segunda mitad del siglo XIX y el principio del siglo XX. Conocida en sus inicios como Mental Science, años más tarde sus seguidores adoptaron el nombre actual.
Fue creada por el profesor de filosofía y mentalista Phineas Quimby en 1854. Quimby, estadounidense que aseguraba ser capaz de curar con la mente, abrió un gabinete en Maine donde aplicaba sus supuestas capacidades, al tiempo que difundía su creencia, ganando fama en las últimas décadas del siglo XIX. 
Desde los principios de Quimby, el "Nuevo Pensamiento" invocaba una serie de bases en el cristianismo tradicional, la filosofía griega, así como conceptos filosóficos extraídos del Antiguo Egipto, la filosofía romana, entre otras fuentes de "cultura clásica", formulando una teoría de "curación mental" según la cual toda dolencia física está generada por creencias erróneas del paciente, así un "pensamiento correcto" tendría un efecto sanador. Tal principio es aplicable a otros elementos de la vida humana: así se alega una "Ley de la atracción" permitiendo que un pensamiento "positivo" dirigido a un propósito -cualquiera que fuera- sirva para que dicho propósito sea cumplido en la realidad. 
En un plano más vinculado a la religión, el "Nuevo Pensamiento" muestra ideas del panteísmo: un Ser Supremo existe y toda la naturaleza -hasta en sus aspectos menos agradables- está integrada en esa divinidad; por ello el "mal" no tendría una existencia real sino que apenas es una proyección de la superstición humana, de la cual es preciso liberarse, para lo cual se aboga por un estilo de vida lleno de optimismo tratando de buscar la mejor visión de una situación y evitar "pensamiento negativos" que solamente dañan al individuo; de hecho, el "Nuevo Pensamiento" postula la necesidad de mejorar cada aspecto de vida humana (material, intelectual, afectivo) en el plano de la realidad antes de pensar en una "salvación después de la muerte". Entre sus primeros autores eminentes están los estadounidenses William Walker Atkinson, Emmet Fox, Ernest Holmes, y Orison Swett Marden ya finalizado el siglo XIX.
Sus discípulos extendieron la nueva creencia internacionalmente. Algunos de ellos crearon sectas nuevas, como Julius Dresser y Mary Baker Eddy, quienes fundaron Ciencia Cristiana. El movimiento Unity (Unity Church), Ciencia de la Mente y Ciencia Divina (Divine Science) son otras agrupaciones creadas por seguidores del Nuevo Pensamiento.
Durante el siglo XX ha sido el crisol de numerosos escritores no científicos y pseudomédicos y ha generado autores ampliamente leídos en todo el mundo como Napoleón Hill, Ralph Waldo Trine, y más recientemente Wayne Dyer. Aunque el "Nuevo Pensamiento" estuvo vinculado en sus inicios con ideología igualitaria, sus críticos le tachan de volcarse hacia el conservadurismo político cuando autores de esta corriente presentan esquemas de "hacerse rico rápidamente" en sus libros, o por incidir en el "poder del pensamiento" como único medio de solucionar problemas personales (declarando al lector como "único culpable" de tales problemas al "pensar negativamente") a lo cual sus críticos tachan de pseudociencia .

## Escritores del Nuevo Pensamiento
Phineas Parkhurst Quimby (1802-1866) es considerado el padre intelectual de este movimiento. También fue influido por la obra del ministro Unitario Ralph Waldo Emerson (1803-1882), iniciador del trascendentalismo. 
También forman parte del Nuevo Pensamiento escritores como:
- Thomas Troward (1847-1916)
- Charles Fillmore (1854-1948) - fundador de Unity
- Emma Curtis Hopkins (1853-1925) - fundadora del College of Metaphysical Science.
- Elizabeth Towne (1865-1960)
- Emmet Fox (1886-1951) - Influyó en Alcohólicos Anónimos
- Ernest Holmes (1887-1960) - fundador de Religious Science International
- Fenwicke Holmes (1883–1973)
- Horatio W. Dresser (1866-1954)
- James Dillet Freeman (1912-2003)
- Joseph Murphy (1898-1981)
- Julius Dresser (1838-1893)
- Mary Baker Eddy (1821-1910)
- William Walker Atkinson (1862-1932)
- Prentice Mulfford (1834-1891)
- Napoleón Hill (1883–1970)
- Ralph Waldo Trine (1866-1958)
- Masaharu Taniguchi (1893-1985)
- Neville Goddard (1905-1972)
- Raymond Charles Barker (1911– 1988)
- Rhonda Byrne (1951-)
- Conny Méndez (1898-1979)
- Louise L. Hay (1927-2017)
- Roy Eugene Davis (1931) - Biógrafo de Masaharu Taniguchi[4]
- Sebastian Fedunkiw (1948)
- Stuart Grayson (1923-2001)
- Wallace Wattles (1860–1911) - autor de La ciencia de hacerse rico
- Wayne Dyer (1940-2015)